# Nationale Fahrradroute 1 (Norwegen)

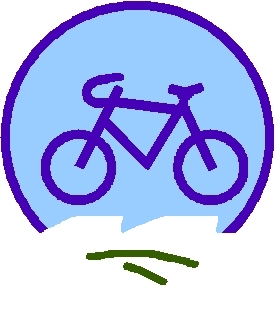
Logo des Nordseeküsten-Radwegs

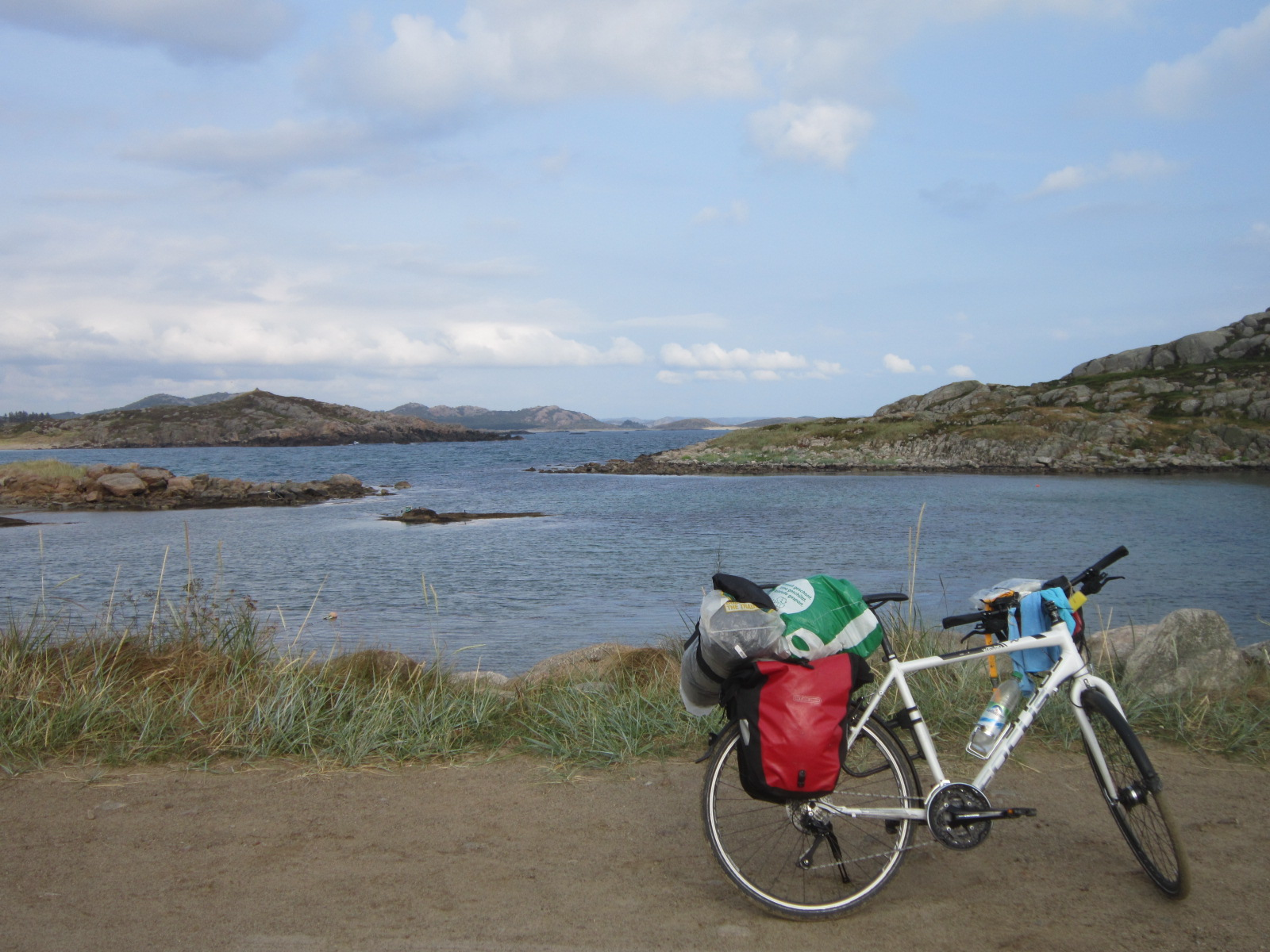
Entlang der Nationalen Fahrradroute 1, Norwegen

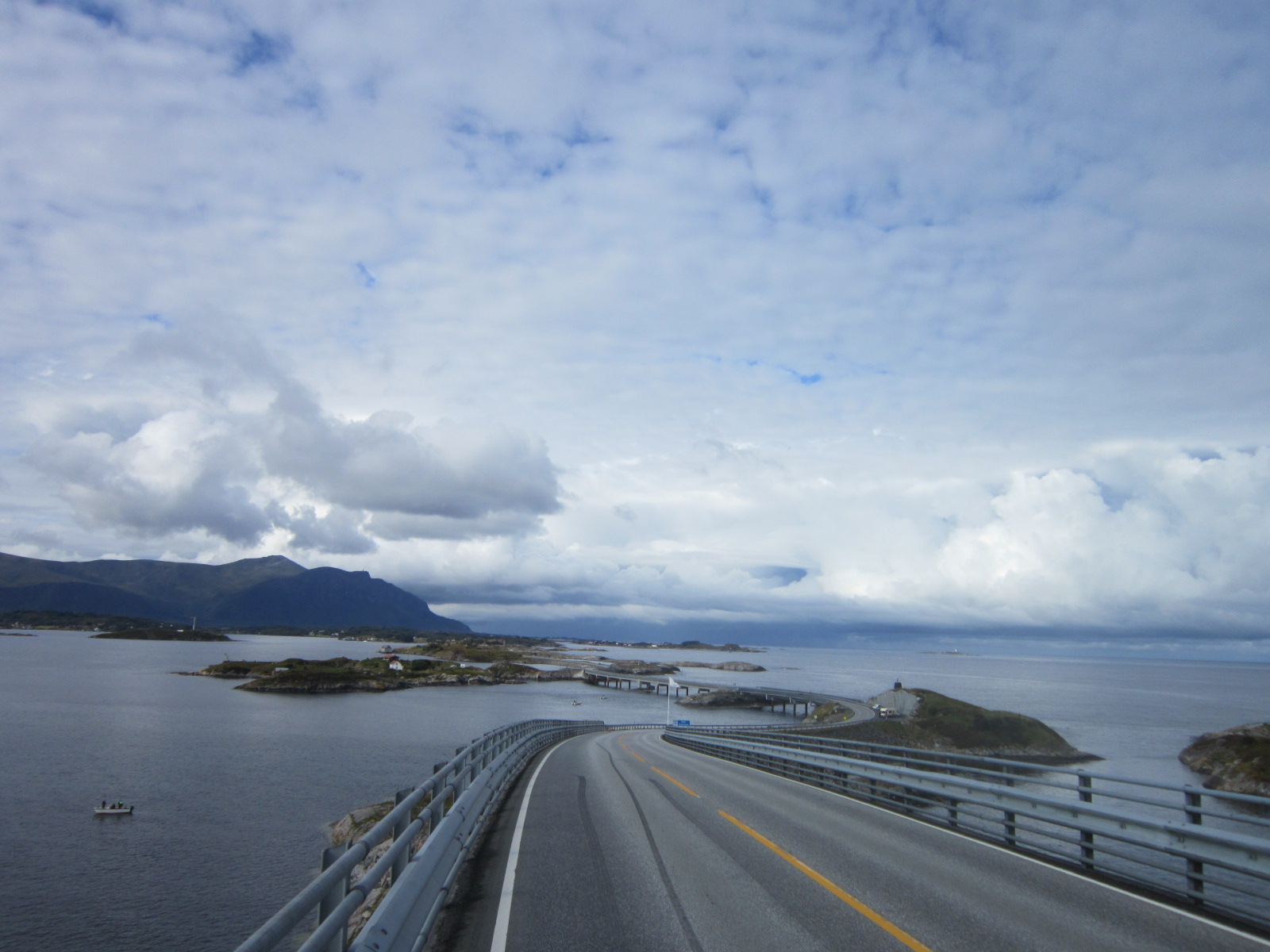
Atlantikstraße, Norwegen

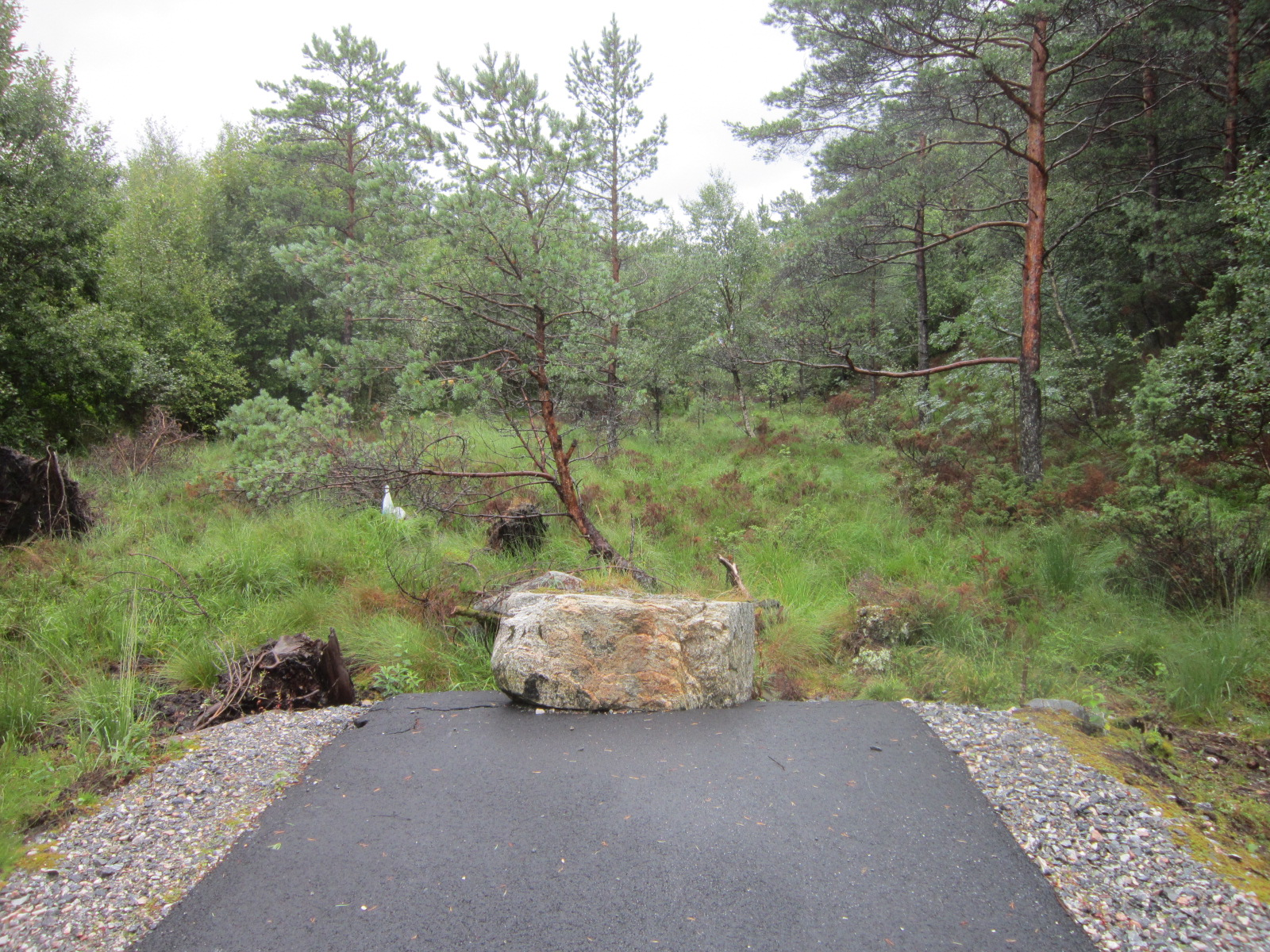
Unterbrochener Fahrradweg, Norwegen

Die Nationale Fahrradroute 1 (Norwegen) ist eine von neun Radfernwegen in Norwegen. Die Route ist teilweise beschildert (rotes, quadratisches Schild mit weißem Fahrrad, darunter in einem grünen Feld die weiße Nummer 1).
Sie ist die längste der nationalen Routen und zugleich die einzige, die mit allen anderen eine Verbindungsmöglichkeit hat. Sie ist auch die einzige, die sich nördlich von Trondheim erstreckt.

## Routenverlauf
Die Route ist in drei große Abschnitte eingeteilt. Abschnitt 1A deckt sich mit dem norwegischen Teil des Nordseeküsten-Radwegs.
Abschnitt 1A:
- Halden (Anschluss Route 9)
- Moss (Anschluss Route 7)
- Skien (Anschluss Route 2)
- Larvik (Anschluss Route 5)
- Arendal
- Kristiansand (Anschluss Route 3)
- Stavanger (Anschluss Route 2)
- Haugesund
- Leirvik (Anschluss Route 6)
- Bergen (Anschluss Route 4)

Abschnitt 1B:
- Bergen
- Ålesund (Anschluss Route 3)
- Molde (Anschluss Route 8)
- Kristiansund
- Trondheim (Anschluss Route 7 und Route 9)

Abschnitt 1C:
- Trondheim
- Mo i Rana
- Bodø
- Lofoten
- Alta
- Nordkap
- Kirkenes